# Херцег РТВ
Херцег РТВ је приватна телевизијска станица са сједиштем у Требињу. Херцег радио телевизија је почела са радом 27. априла 2008. године. Програм је локалног али и регионалног карактера уз актуелности из Требиња и осталих сусједних општина. Сигнал се емитује путем ДВБ-Т дигиталног сигнала, путем Мтел и Супер нова платофрме, као и многих других више познатих ТВ платформи.